# Joana de Brabant
Joana, duquessa de Brabant (24 de juny de 1322 - 1 de novembre de 1406), va ser l'hereva del duc Joan III de Brabant, que havia mort a Brussel·les el 5 de desembre de 1355. La seva mare va ser Maria d'Évreux.

## Biografia
Joana era la més gran dels fills nascuts dels seus pares. Només ella i dos altres germanes, Margarida i Maria, van viure fins a l'edat adulta, i els seus tres germans menors van morir en la infància.
El primer matrimoni de Joana, el 1334, va ser amb el comte Guillem IV d'Holanda (1307-1345), que posteriorment va morir en batalla i el seu únic fill Guillem va morir jove, frustrar així el projecte d'unificar els seus territoris.
El seu segon matrimoni va ser amb Venceslau de Luxemburg. El famós document, la fundació de l'Estat de Dret a Brabant anomenat Inkomst Blijde ("Entrada triomfal"), es va dictar el gener de 1356, amb la finalitat d'assegurar a Joana i al seu consort l'entrada pacifica a la seva capital, assegurar la indivisibilitat del ducat i per establir l'herència del ducat de Brabant en els seus "hereus naturals", que en el cas que Joana no tingués fills eren les germanes d'aquesta, Margarida i Maria, que eren més acceptables per als burgesos de Brabant que el govern per la casa de Luxemburg. A més es van ratificar totes les concessions o cartes dels ducs anteriors, es va millorar la seguretat judicial dels brabançons, es van concedir algunes llibertats individuals (per exemple inviolabilitat del domicili) i es van posar límits als ducs per declarar la guerra i per l'administració financera, coses en les quals participaria l'assemblea dels tres ordes (noblesa, clergat i burgesos).
Els esdeveniments que van seguir van deixar el document en lletra morta, amb la incursió militar al Brabant del comte de Flandes, Lluís II, que s'havia casat amb Margarida, la germana de Joana, que es considerava a si mateix duc de Brabant per dret de la seva dona. L'agost de 1356 Joana i Wenceslau havien demanat a l'emperador Carles IV de donar suport a la seva causa per la força de les armes. Carles es va reunir a Maastricht amb les parts interessades, inclosos els representants de les ciutats, i tots van estar d'acord per anul·lar determinades clàusules del Inkomst Blijde, per satisfer la dinastia dels Luxemburg.
El 1371 Venceslau, sobreestimant les seves capacitats militars, va fer la guerra contra el duc Guillem II de Jülich, sent derrotat de manera humiliant a Baesweiler, perdent part del seu exèrcit i molts nobles; fou capturat i va patir 11 mesos de captiveri. Aquesta derrota en realitat fou un triomf pels burgesos brabançons. Venceslao va morir el 1383.
A la mort de Joana, tal com aquesta havia pactat, el ducat va passar al seu besnebot Antoni de Borgonya, el segon fill de la filla (Margarida III de Flandes) de la seva germana Margarida (casada amb Lluís II de Flandes). Margarida III de Flandes estava casada amb Felip II de Borgonya i l'hereu era el fill gran Joan I de Borgonya (Joan sense Por) però el ducat de Brabant fou concedit al segon fill viu, Antoni.
La seva tomba no va ser erigida a l'església del Carme a Brussel·les fins a finals de la dècada de 1450, que va ser pagat el 1459 pel seu descendent, el duc Felip el Bo de Borgonya. Tot i que va ser destruït en el transcurs de les Guerres Revolucionàries Franceses, la seva aparença ha estat reconstruït a partir de dibuixos i descripcions per Lorne Campbell, que va arribar a la conclusió que la tomba va ser una idea d'últim moment, constituint una peça barata de propaganda pels drets dinàstics de Felip.